# 卡什佩羅-米科拉伊夫卡
47°22′40″N 32°11′24″E / 47.37778°N 32.19000°E
卡什佩羅-米科拉伊夫卡（烏克蘭語：Кашперо-Миколаївка），是烏克蘭的村落，位於該國南部尼古拉耶夫州，由巴什坦卡區負責管轄，面積1.03平方公里，海拔高度18米，2001年人口521，人口密度每平方公里505.8人。